# Baelen
Baelen, in het Nederlands ook gespeld als Balen (Waals Bailou), is een plaats en gemeente in de provincie Luik in België. De gemeente telt ruim 4000 inwoners.
In de gemeente wordt een Duits-Nederlands (Ripuarisch-Limburgs) grensdialect gesproken, maar de gemeente kwam toch aan de Franstalige kant van de taalgrens terecht. Bij vastlegging van de taalgrens in 1963 werd wel de mogelijkheid opengelaten om zo nodig Nederlandstalige en Duitstalige faciliteiten in te stellen. Dit gebied wordt ook wel de Platdietse streek genoemd.

## Kernen

### Deelgemeenten
| # | Naam    | Opp. (km²) | Inwoners (2020) | Inwoners per km² | NIS-code |
| - | ------- | ---------- | --------------- | ---------------- | -------- |
| 1 | Baelen  | 14,29      | 3.356           | 235              | 63004A   |
| 2 | Membach | 71,26      | 1.131           | 16               | 63004B   |

### Overige kernen
- Perkiets
- Runschen

## Geschiedenis
Tot de opheffing van het hertogdom Limburg was Baelen als oorspronkelijk karolingisch domein de hoofdplaats van een van de vijf Limburgse hoogbanken. Net als de rest van het hertogdom werd Baelen bij de annexatie van de Zuidelijke Nederlanden door de Franse Republiek in 1795 opgenomen in het toen gevormde departement Ourthe.
Recent is door een verzamelaar/historicus een grenssteen teruggevonden die stamt uit 1620. Deze driekantige grenssteen vermeldt aan twee kanten 'BALEN' (voor Baelen) en aan de derde kant 'HC' (voor Hendrik-Kapelle). Deze grenssteen is inmiddels gerestaureerd en kan worden bezichtigd voor het gemeentehuis van Lontzen.

### Situatie in 1830
Bij de onafhankelijkheid van België inventariseerde geograaf Philippe Vandermaelen in Baelen 275 woningen en 9 fabrieken, aangedreven door de Baelenbeek. Er waren 1916 inwoners. De inventaris omvat verder details over de natuurlijke omgeving, bodems, landbouwproductie en veestapel. Ook het wegennetwerk van toen is beschreven.

## Bezienswaardigheden
- De Sint-Pauluskerk heeft een gedraaide torenspits en dateert uit de 10e eeuw. Toen in 1773 de kerkgevel werd gerestaureerd werd daarvoor rupsmarmer gebruikt, een steensoort waarvan de aders gevormd worden door fossiele plantenresten.

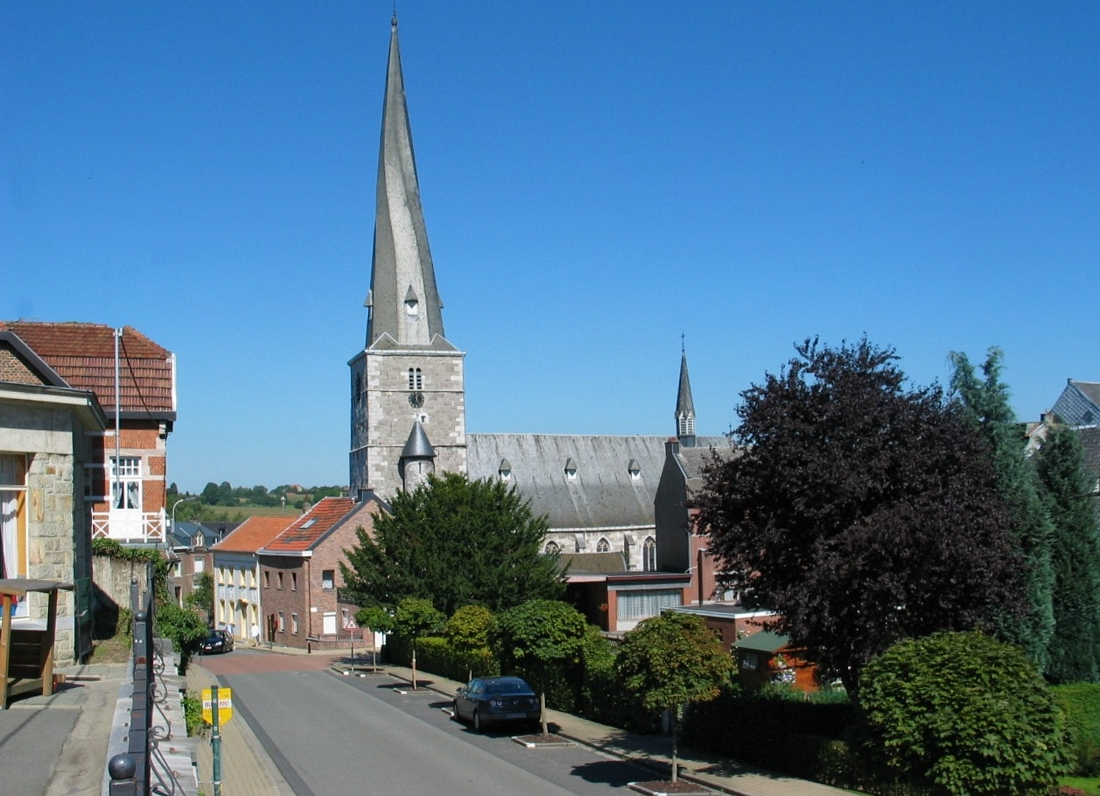
Sint-Pauluskerk met gedraaide torenspits

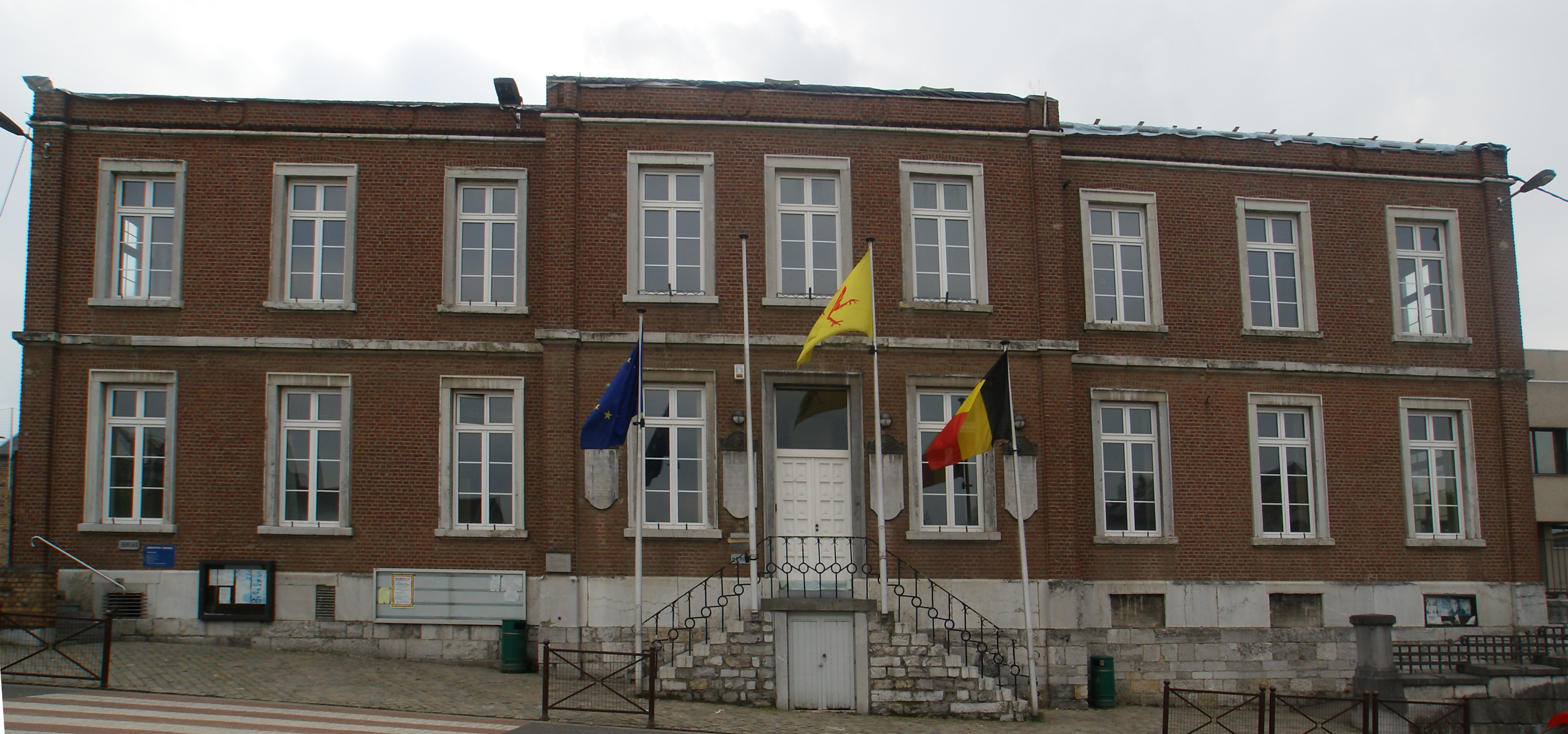
Gemeentehuis

- Het Kasteel Vreuschemen

## Natuur en landschap
Baelen ligt op een hoogte van ongeveer 230 meter, in het dal van de Ruisseau de Baelen, een beekje dat nabij Dolhain in de Vesder uitmondt. Een groot deel van het grondgebied van de gemeente bestaat uit het Hertogenwoud.

## Politiek

### Lijst van burgemeesters
- (XVIIIe eeuw) Henri Massyn Wertz[2][3]
- (1855): U.J. Jonker[4]
- -2000 (februari): Pierre Wintgens (PSC)[5]
- 2000 (februari)- : Michel Beckers (Union, kartellijst PSC-PS)[5]
- 2001-2024: Maurice Fyon (PS)[6][7]
- 2024-heden: Nathalie Thönissen (Les Engagés)

### Resultaten gemeenteraadsverkiezingen sinds 1976
| Partij                  | 10-10-1976 | 10-10-1976 | 10-10-1982 | 10-10-1982 | 9-10-1988 | 9-10-1988 | 9-10-1994 | 9-10-1994 | 8-10-2000 | 8-10-2000 | 8-10-2006 | 8-10-2006 | 14-10-2012 | 14-10-2012 | 14-10-2018 | 14-10-2018 | 13-10-2024 | 13-10-2024 |
| Stemmen / Zetels        | %          | 11         | %          | 11         | %         | 11        | %         | 13        | %         | 13        | %         | 15        | %          | 15         | %          | 15         | %          | 15         |
| ----------------------- | ---------- | ---------- | ---------- | ---------- | --------- | --------- | --------- | --------- | --------- | --------- | --------- | --------- | ---------- | ---------- | ---------- | ---------- | ---------- | ---------- |
| UNION1 / Trait d'Union2 | 53,121     | 7          | 57,881     | 7          | 63,811    | 7         | 63,891    | 9         | 72,91     | 10        | 43,871    | 6         | 32,121     | 5          | 31,882     | 5          | 40,952     | 6          |
| AC1 / ACBM2             | -          |            | -          |            | -         |           | -         |           | -         |           | 56,131    | 9         | 51,242     | 8          | 49,392     | 9          | 35,862     | 6          |
| PS1 / Alternative2      | 14,081     | 1          | -          |            | -         |           | -         |           | -         |           | -         |           | -          |            | 9,582      | 1          | 23,192     | 3          |
| POUR                    | -          |            | -          |            | -         |           | -         |           | -         |           | -         |           | 16,64      | 2          | 9,15       | 0          | -          |            |
| ECOLO                   | -          |            | -          |            | -         |           | 23,79     | 3         | 27,1      | 3         | -         |           | -          |            | -          |            | -          |            |
| EBM                     | -          |            | -          |            | -         |           | 12,31     | 1         | -         |           | -         |           | -          |            | -          |            | -          |            |
| RC                      | 18,26      | 2          | 42,12      | 4          | 36,19     | 4         | -         |           | -         |           | -         |           | -          |            | -          |            | -          |            |
| CN                      | 14,54      | 1          | -          |            | -         |           | -         |           | -         |           | -         |           | -          |            | -          |            | -          |            |
| Totaal stemmen          | 1839       | 1839       | 1975       | 1975       | 2129      | 2129      | 2293      | 2293      | 2415      | 2415      | 2672      | 2672      | 2819       | 2819       | 2990       | 2990       | 3038       | 3038       |
| Opkomst %               |            |            |            |            | 94,58     | 94,58     | 93,67     | 93,67     | 92,42     | 92,42     | 93,99     | 93,99     | 89,10      | 89,10      | 90,41      | 90,41      | 89,62      | 89,62      |
| Blanco en ongeldig %    | 5          | 5          | 5,16       | 5,16       | 6,81      | 6,81      | 6,15      | 6,15      | 8,16      | 8,16      | 4,79      | 4,79      | 5,36       | 5,36       | 6,42       | 6,42       | 6,75       | 6,75       |

## Demografische ontwikkeling
- Bron:NIS - Opm:1831 t/m 1970=volkstellingen; 1976= inwoneraantal op 31 december
- 1880: afstand van het gehucht Dolhain in 1879 (1,26 km² met 1358 inwoners) aan de stad Limburg

### Demografische ontwikkeling van de fusiegemeente
Alle historische gegevens hebben betrekking op de huidige gemeente, inclusief deelgemeenten, zoals ontstaan na de fusie van 1 januari 1977.
- Bronnen:NIS, Opm:1831 tot en met 1981=volkstellingen; 1990 en later= inwonertal op 1 januari

| Inwoners van jaar tot jaar op 1 januari 1992 tot heden | Inwoners van jaar tot jaar op 1 januari 1992 tot heden | Inwoners van jaar tot jaar op 1 januari 1992 tot heden |
| jaar                                                   | Aantal                                                 | Evolutie: 1992=index 100                               |
| ------------------------------------------------------ | ------------------------------------------------------ | ------------------------------------------------------ |
| 1992                                                   | 3.359                                                  | 100,0                                                  |
| 1993                                                   | 3.451                                                  | 102,7                                                  |
| 1994                                                   | 3.515                                                  | 104,6                                                  |
| 1995                                                   | 3.597                                                  | 107,1                                                  |
| 1996                                                   | 3.638                                                  | 108,3                                                  |
| 1997                                                   | 3.669                                                  | 109,2                                                  |
| 1998                                                   | 3.791                                                  | 112,9                                                  |
| 1999                                                   | 3.823                                                  | 113,8                                                  |
| 2000                                                   | 3.852                                                  | 114,7                                                  |
| 2001                                                   | 3.856                                                  | 114,8                                                  |
| 2002                                                   | 3.888                                                  | 115,7                                                  |
| 2003                                                   | 3.902                                                  | 116,2                                                  |
| 2004                                                   | 3.921                                                  | 116,7                                                  |
| 2005                                                   | 4.012                                                  | 119,4                                                  |
| 2006                                                   | 4.060                                                  | 120,9                                                  |
| 2007                                                   | 4.110                                                  | 122,4                                                  |
| 2008                                                   | 4.154                                                  | 123,7                                                  |
| 2009                                                   | 4.169                                                  | 124,1                                                  |
| 2010                                                   | 4.193                                                  | 124,8                                                  |
| 2011                                                   | 4.248                                                  | 126,5                                                  |
| 2012                                                   | 4.312                                                  | 128,4                                                  |
| 2013                                                   | 4.286                                                  | 127,6                                                  |
| 2014                                                   | 4.300                                                  | 128,0                                                  |
| 2015                                                   | 4.351                                                  | 129,5                                                  |
| 2016                                                   | 4.370                                                  | 130,1                                                  |
| 2017                                                   | 4.386                                                  | 130,6                                                  |
| 2018                                                   | 4.434                                                  | 132,0                                                  |
| 2019                                                   | 4.454                                                  | 132,6                                                  |
| 2020                                                   | 4.487                                                  | 133,6                                                  |
| 2021                                                   | 4.436                                                  | 132,1                                                  |
| 2022                                                   | 4.461                                                  | 132,8                                                  |
| 2023                                                   | 4.518                                                  | 134,5                                                  |
| 2024                                                   | 4.487                                                  | 133,6                                                  |
| 2025                                                   | 4.529                                                  | 134,8                                                  |

## Nabijgelegen kernen
Membach, Dolhain, Limburg, Welkenraedt, Eupen